# Budapest (Missouri)
Budapest egy önálló közigazgatással nem rendelkező település a Missouri állambeli Ripley megyében. Budapest tengerszint feletti magassága ~181 méter.
1910-re csak az elhagyatott Johnson Township postahivatal maradt a területen, majd ezt követően főként osztrákok és csehek érkeztek Chicagóból és New Yorkból, akik a helyi fakitermelést és bányászatot vásárolták meg.
Vezetőjük Gabriel Oberney volt, aki feltételezhetően maga választotta a Budapest nevet a magyar főváros után. Ő lett az első postamester is a településen, amely posta ezt követően 1912 és 1922 között működött. 1932-re a település elnéptelenedett.

## Fordítás
Ez a szócikk részben vagy egészben  a   Budapest, Missouri című angol Wikipédia-szócikk ezen változatának fordításán alapul.  Az eredeti cikk szerkesztőit annak laptörténete sorolja fel. Ez a jelzés csupán a megfogalmazás eredetét és a szerzői jogokat jelzi, nem szolgál a cikkben szereplő információk forrásmegjelöléseként.